# Municipio de Swift Creek (condado de Wake)
El municipio de Swift Creek (en inglés: Swift Creek Township) es un municipio ubicado en el  condado de Wake en el estado estadounidense de Carolina del Norte. En el año 2010 tenía una población de 50.225 habitantes.

## Geografía
El municipio de Swift Creek se encuentra ubicado en las coordenadas 35°42′52.55″N 78°41′55.02″O / 35.7145972, -78.6986167.